# Parafia św. Wawrzyńca w Głogowie
Parafia św. Wawrzyńca w Głogowie – rzymskokatolicka parafia, położona w dekanacie Głogów – NMP Królowej Polski, diecezji zielonogórsko-gorzowskiej, metropolii szczecińsko-kamieńskiej w Polsce, erygowana w 1978.